# A.B.C. contre Poirot (téléfilm)
Pour les articles homonymes, voir A.B.C. contre Poirot (homonymie).
A.B.C. contre Poirot (The ABC Murders) est un téléfilm britannique de la série télévisée Hercule Poirot, réalisé par Andrew Grieve, sur un scénario de Clive Exton, d'après le roman A.B.C. contre Poirot, d'Agatha Christie.
Ce téléfilm, qui constitue le 31e épisode de la série, a été diffusé pour la première fois le 5 janvier 1992 sur le réseau d'ITV.

## Synopsis
Hastings est de retour en Angleterre après une longue absence. Poirot lui montre la lettre de défi d'un certain ABC qui lui donne rendez-vous à Andover le 21 du mois. Poirot craint le pire et en effet, Mrs Ascher est retrouvée assassinée dans cette ville. S'ensuit une correspondance des plus macabres où le meurtrier indique chaque fois à Poirot le lieu et la date du prochain crime. Le crime suivant a lieu quelques jours plus tard à Bexhill où Ms Barnard a été étranglée. Il semble que les meurtres aient lieu dans l'ordre alphabétique : Ascher à Andover, Barnard à Bexhill… Et chaque fois l'assassin laisse sur les lieux du crime un guide des chemins de fer ABC. Mais le détective ne peut empêcher le troisième meurtre, celui de Sir Carmichael Clarke, à Churston, car la lettre lui annonçant le meurtre, lui parvient que tardivement en raison d'une erreur dans l'adresse !
Alors que la presse s'empare de l'affaire, la police recherche un fou, mais pour Poirot c'est l’œuvre de quelqu'un de bien plus méthodique. Il peut néanmoins compter sur l'aide des proches des trois victimes. Une autre lettre parvient chez le détective annonçant un nouveau meurtre à Doncaster. Toutefois, ce jour-là, il y aura une course hippique dans la ville et beaucoup de monde y sera présent. En attendant, Poirot essaie de trouver des liens entre les meurtres : les trois victimes ont reçu la visite d'un vendeur de bas, Alexander Bonaparte Cust, vétéran de guerre victime de traumatisme. Ce dernier, recherché et ayant la machine à écrire qui a servit à rédiger les lettres meurtrières, est le principal suspect, et il se rend également à Doncaster. Le jour de la course, Poirot découvre la clé de l'affaire : les meurtres cachent en fait le véritable meurtre, celui de Clarke ! Pendant ce temps, ABC fait sa quatrième victime au cinéma où se trouvait également Cust. Celui, ayant trouvé l'arme du crime dans sa poche après le meurtre, se rend aux autorités, mais ne se souvient pas des meurtres. Poirot réunira tout le monde pour appréhender le véritable ABC !

## Fiche technique
- Titre français : A.B.C. contre Poirot
- Titre original : The ABC Murders
- Réalisation : Andrew Grieve
- Scénario : Clive Exton, d'après le roman A.B.C. contre Poirot (The ABC Murders) (1936) d'Agatha Christie
- Direction artistique : Peter Wenham
- Décors : Rob Harris
- Costumes : Barbara Kronig
- Photographie : Chris O'Dell
- Montage : Derek Bain
- Musique originale : Christopher Gunning
- Casting : Rebecca Howard et Kate Day
- Production : Brian Eastman
  - Production associée : Donald Toms
  - Production exécutive : Nick Elliott
- Sociétés de production : Carnival Films, London Weekend Television
- Durée : 100 minutes
- Pays d'origine :  Royaume-Uni
- Langue originale : Anglais
- Genre : Policier
- Ordre dans la série : 31e - (1er épisode de la saison 4)
- Première diffusion :
  -  Royaume-Uni : 5 janvier 1992

## Distribution
- David Suchet (VF : Roger Carel) : Hercule Poirot
- Hugh Fraser (VF : Jean Roche) : Capitaine Arthur Hastings
- Philip Jackson (VF : Claude d'Yd) : Inspecteur-chef James Japp
- Donald Sumpter (VF : Roger Crouzet) : Alexander Bonaparte Cust
- Donald Douglas : Franklin Clarke
- Nicholas Farrell : Donald Fraser
- Pippa Guard : Megan Barnard
- Cathryn Bradshaw : Mary Drower
- Nina Marc : Thora Grey
- David McAlister : l'inspecteur Glen
- Vivienne Burgess : Lady Clarke
- Ann Windsor : Miss Merrion
- Michael Mellinger : Franz Ascher
- Miranda Forbes : Mrs Turton
- Peter Penry-Jones : Superintendent Carter
- Lucinda Curtis : Mrs Marbury
- Jeremy Hawk : Deveril (le majordome des Clarke)
- Allan Mitchell : Dr Kerr
- Philip Anthony : un docteur
- Andrew Williamson : un homme à la bibliothèque
- John Breslin : Mr Barnard
- Clifford Milner : un agent de police
- Claude Close : un sergent de police, à Doncaster
- Alex Knight : un sergent de police, à Andover
- David Richard-Fox : un sergent de Scotland Yard
- Campbell Graham : Mr Downes
- Gordon Salkilld : un groom
- Norman McDonald : Mr Strange
- Jane Birdsall : une infirmière